# Franz Leopold von Czungenberg
Freiherr Franz Leopold von Czungenberg (* 1676; † 17. Februar 1735 in Klausen (Südtirol)) war  österreichischer Feldmarschall-Lieutenant und Inhaber des Husarenregiments H 6 (später Nr. 8).

## Leben
Sein Vater war der Vice-Pascha Czonka Beg (Çonkabey), der beim Fall von Ofen 1686 in Gefangenschaft geraten war. Er trat zum christlichen Glauben über und erhielt den Namen Franz von Czungenberg sowie 1709 den Titel eines Freiherren.
Bei Beginn des Spanischen Erbfolgekrieges errichtete sein Vater ein Husaren-Regiment, in dem Czungenberg 1702 Rittmeister wurde. Nach Ende des Krieges 1706 wurde das Regiment wieder aufgelöst und Czungenberg wechselte in das Husaren-Regiment Nr. 9 Czobor. Er hatte sich im Krieg unter Prinz Eugen ausgezeichnet und stieg rasch auf. Am 10. Juni 1709 war er Major und wurde in den Freiherrenstand erhoben. Im Türkenkrieg von 1716 bis 1718 kämpfte er in Ungarn und stieg zum Oberstleutnant auf, anschließend nahm er an den Kämpfen auf Sizilien unter Mercy teil. Im Jahr 1721 machte er sein Testament als Husaren-Oberst und Kommandeur des Husaren-Regiments Nr.9. Am 4. Januar 1730 erhielt er das Husaren-Regiments Nr. 8.
Während des Polnischen Erbfolgekrieges kämpfte er mit dem Regiment in Italien, wurde 1733 Generalmajor und am 17. Juni 1734 zum Feldmarschall-Lieutenant befördert. Er kämpfte in der Parma. Am 5. September führte er einen Angriff auf das Lager des Marschalls Broglie; der Marschall entkam, aber Czungenberg machte viele Gefangene. Er kämpfte bei Quistello, wurde aber dann bei Guastalla schwer verletzt und zur Genesung nach Mantua zurückgebracht. Im Februar 1735 wollte er nach Österreich zurückkehren, erlitt aber in Klausen in Tirol einen Schlaganfall, an dessen Folgen er am 17. Februar starb.
Er wurde in der St. Andreas-Kirche von Klausen beigesetzt. Der Feldmarschall-Lieutenant starb unverheiratet und stiftete sein Vermögen für wohltätige Zwecke (Zungenberg'sches Beneficium) sowie zum Bau der Leonhardskirche in Wien.